# Empfindungsglück
Das Empfindungsglück ist ein psychischer bzw. mentaler Zustand subjektiven Wohlbefindens. Er kann u. a. als Erleichterung über eine bestandene Prüfung oder als Euphorie nach einem Lottogewinn erlebt werden. Das Empfinden positiver Emotionen stellt eine von zwei Möglichkeiten dar, den Begriff des Lebensglücks näher zu bestimmen. Stehen Maßstäbe des guten Lebens im Vordergrund, spricht man stattdessen vom Erfüllungsglück.

## Begriffsbestimmungen
Philosophen der griechischen Klassik (z. B. Aristoteles) waren noch überwiegend davon ausgegangen, dass sich objektive Prinzipien angeben lassen, wodurch das Glück zu erlangen sei. Im Hellenismus geriet diese Überzeugung ins Wanken. Der Glücksbegriff wurde zunehmend privatisiert und verinnerlicht. Epikur sah das subjektive Empfinden von Lust (hedone) als „Anfang und Ende des glückseligen Lebens“. Das lustvolle Leben bestand für ihn allerdings nicht in Trinkgelagen oder im „Umgang mit schönen Knaben und Weibern“. Lust bedeutete für ihn vielmehr, von körperlichen Schmerzen und den Stürmen der Seele frei zu sein. Eine Renaissance erlebte der antike Hedonismus im 18. Jahrhundert. Jeremy Bentham entwickelte auf seiner Grundlage eine utilitaristische Ethik, der Lust als einziges Gut galt. Glück wurde gleichgesetzt mit der Empfindung von Lust (pleasure) und der Abwesenheit von Leid (pain). Die moderne Glücksforschung sieht das ähnlich. Den mehrdeutigen Begriff des Glücks ersetzte man durch das Konstrukt des subjektiven Wohlbefindens (subjective well-being). Objektive Lebensumstände (z. B. Gesundheit, Wohlstand) sind zwar potentielle Einflussfaktoren, werden jedoch nicht als ein notwendiger Teil des Wohlbefindens angesehen. Die Erfahrung des Individuums ist die relevante Bezugsgröße: die persönliche Lebenszufriedenheit sowie das Verhältnis von positiven zu negativen Affekten. Optimalerweise überwiegen positive Emotionen. Unangenehme Affekte, die uns nicht überfordern (Angstlust, Thrill), können eine Kontrasterfahrung darstellen. Ein mittleres Erregungsniveau sollte ständig ein wenig unter- bzw. überschritten (Sensation Seeking) werden.

## Verhältnis zum Erfüllungsglück
Der Fokus auf das subjektive Empfinden hat den Vorteil, dass man sich nicht auf externe Bewertungskriterien festlegen muss, um die Lebensqualität von Menschen zu beurteilen. Die empirische Glücksforschung überlässt es den befragten Personen, selbst ihr individuelles Glücksempfinden einzuschätzen (siehe Methoden der Glücksforschung). Der Verzicht auf die Definition erstrebenswerter Lebensbedingungen wird jedoch auch kritisiert. Geht es nur um Empfindungen, fällt es schwer, illusionäres Glück als solches zu erkennen. James Olds hat Laborratten Elektroden ins Gehirn implantiert und beobachtet, dass diese unentwegt einen Hebel betätigten, um ihr Lustzentrum zu stimulieren. Dem Gedankenexperiment einer Glücksmaschine hat Robert Nozick eine ähnliche Form gegeben – menschliche Gehirne in einem Tank werden über Elektroden angenehme Erlebnisse vermittelt. Die Laborratten, die schmerzhafte Stromschläge in Kauf nehmen, um wieder auf den Glücksknopf drücken zu können, vergleicht Anton Bucher mit Süchtigen, die alles tun, um wieder an Heroin zu kommen. Das macht es aus seiner Sicht fraglich, ob „diese Lustgefühle wirklich ‚Glück‘ sind“. Setzt man Glück mit Gefühl gleich, dann müsste ein Mensch, der betrogen wird, der irrtümlich glaubt, geliebt zu werden, genauso glücklich leben, wie einer, der tatsächlich geliebt wird, dann müssten unterdrückte „Ehefrauen in stark sexistischen Kulturen“ genauso glücklich leben wie gleichberechtigte Frauen, wenn jene sich mit ihrer Misere arrangiert und keinen Wunsch nach Veränderung entwickelt haben. Vor diesem Hintergrund erscheint der psychische Maßstab der Lust für sich allein genommen unvollständig. Die beiden Bedeutungsaspekte des Lebensglücks, Erfüllungs- und Empfindungsglück, lassen sich nicht voneinander trennen, sie gehören zusammen „wie die zwei Seiten einer Medaille“.